# ヌアクショット空港
ヌアクショット空港（ヌアクショットくうこう、阿: مطار نواكشوط الدوليt、仏: Ancien aéroport international de Nouakchott）は、モーリタニア・イスラム共和国の首都、ヌアクショットにあった空港。
2016年6月23日にヌアクショット・オムタウンシー国際空港が開港し、同空港を発着していた便は全て新空港へ移転し、同空港は閉鎖された。IATAコードも新空港に引き継がれている。

## 就航航空会社と就航都市
同空港を発着していた便は全て2016年6月23日以降、ヌアクショット・オムタウンシー国際空港へ移転した。